# Jean Abadie
Jean Abadie (Tarbes, 15 dicembre 1873 – 1934) è stato un neurologo e psichiatra francese.
Dopo aver studiato medicina all'Università di Bordeaux, laureandosi nel 1900, è divenuto, nel 1918, professore di neurologia e psichiatria nella stessa università. È stato autore di ricerche sulla tabe dorsale, l'alcolismo e l'encefalite epidemica e ha scoperto un nuovo sintomo, battezzato 'Sintomo o Segno di Abadie'.